# Брюс Бересфорд
Брюс Бересфорд (англ. Bruce Beresford; нар. 16 серпня 1940) — австралійський кінорежисер, режисер, продюсер.

## Життєпис
Виріс в Тунгаббі, передмісті Сіднея. Навчався в Королівській школі в Парраматті. У підлітковому віці зняв декілька короткометражних фільмів.
Закінчив Сіднейський університет. У 1962 році поїхав до Англії у пошуках роботи в кіно. Не зумівши пробитися на британський екран, два роки пропрацював монтажером в Енугу (Нігерія). Після повернення до Англії працював продюсером короткометражних фільмів режисерів-початківців при Британському інституті кіно.
У 1970 році повернувся до Австралії, де через два роки поставив свій перший повнометражний фільм «Пригоди Баррі Маккензі». Завоював репутацію одного з найкращих австралійських режисерів.
Після «Жорстокого Моранта», австралійського кінофільму, що став класикою, Бересфорд переїхав до Голлівуду. У 1984 р. його перший американський фільм «Ніжне милосердя» приніс йому єдину номінацію на «Оскар» за найкращу режисерську роботу, а у 1989 році його фільм «Шофер міс Дейзі» отримав «Оскар» в номінації «Найкращий фільм».
Займається також постановкою драматичних і оперних спектаклів.
У 2007 році опублікував мемуари.

## Фільмографія
| Рік  |  | Назва українською        |  | Оригінальна назва                    |  | Опис                                                              |
| ---- |  | ------------------------ |  | ------------------------------------ |  | ----------------------------------------------------------------- |
| 1972 |  | Пригоди Барі Маккензі    |  | The Adventures of Barry McKenzie     |  | Австралія                                                         |
| 1976 |  | Вечірка у Дона           |  | Don's Party                          |  | Австралія                                                         |
| 1978 |  | Інкасатори               |  | Money Movers                         |  | Австралія, режисер і сценарист                                    |
| 1978 |  | Набуваючи мудрості       |  | The Getting of Wisdom                |  | Австралія                                                         |
| 1980 |  | Жорстокий Морант         |  | «Breaker» Morant                     |  | Австралія, режисер і сценарист                                    |
| 1981 |  | Добре вперше             |  | Puberty Blues                        |  | Австралія                                                         |
| 1983 |  | Ніжне милосердя          |  | Tender Mercies                       |  | США                                                               |
| 1985 |  | Цар Давид                |  | King David                           |  | США, Велика Британія                                              |
| 1986 |  | Жителі околиць           |  | The Fringe Dwellers                  |  | Австралія, режисер і сценарист                                    |
| 1986 |  | Злочини серця            |  | Crimes of the Heart                  |  | США                                                               |
| 1987 |  | Арія                     |  | Aria                                 |  | Велика Британія, США / епізод «Мертве місто»; режисер і сценарист |
| 1989 |  | Її алібі                 |  | Her Alibi                            |  | США                                                               |
| 1989 |  | Водій міс Дейзі          |  | Driving Miss Daisy                   |  | США / Премія «Оскар» за найкращий фільм                           |
| 1990 |  | Містер Джонсон           |  | Mister Johnson                       |  | США                                                               |
| 1991 |  | Чорна сутана             |  | Black Robe                           |  | Канада                                                            |
| 1993 |  | Закоханий Річ            |  | Rich in Love                         |  | США                                                               |
| 1994 |  | Безмовна сутичка         |  | Silent Fall                          |  | США                                                               |
| 1994 |  | Хороша людина у Африці   |  | A Good Man in Africa                 |  | США                                                               |
| 1996 |  | Дорога в рай             |  | Paradise Road                        |  | Австралія, США, режисер і сценарист                               |
| 1996 |  | Останній танець          |  | Last Dance                           |  | США                                                               |
| 1999 |  | Подвійний прорахунок     |  | Double Jeopardy                      |  | Німеччина, Канада, США                                            |
| 2001 |  | Наречена вітру           |  | Bride of the Wind                    |  | Німеччина                                                         |
| 2002 |  | Евелін                   |  | Evelyn                               |  | Німеччина, Ірландія, США, Нідерланди                              |
| 2003 |  | Панчо Вілья              |  | And Starring Pancho Villa as Himself |  | США                                                               |
| 2005 |  | Контракт                 |  | The Contract                         |  | Німеччина, США                                                    |
| 2009 |  | Жінка, не варта уваги    |  | A Woman of No Importance             |  | США                                                               |
| 2011 |  | Мир, любов і нерозуміння |  | Peace, Love, & Misunderstanding      |  | США                                                               |
| 2016 |  | Кухар                    |  | Mr. Church                           |  | США                                                               |
| 2018 |  | Леді в чорному           |  | Ladies in Black                      |  | Австралія                                                         |